# Чермин (гмина, Мелецкий повет)
Чермин (пол. Czermin) — сельская гмина (волость) в Польше, входит как административная единица в Мелецкий повет, Подкарпатское воеводство. Население — 6670 человек (на 1999 год).

## Сельские округа
1. Брень-Осуховски
2. Чермин
3. Домбрувка-Осуховска
4. Лысакув
5. Оталенж
6. Шафранув
7. Тшчана
8. Воля-Оталенска
9. Земпнюв